# 三千塚古墳群
三千塚古墳群（さんぜんづかこふんぐん）は、埼玉県東松山市大谷にある古墳群。1956年（昭和31年）2月6日に東松山市の史跡に指定され、1976年（昭和51年）10月1日には埼玉県選定重要遺跡に選定されている。

## 概要
雷電山山頂の雷電山古墳を中心に、放射状に張り出す谷によって画された尾根状に9の支群に分かれて250基の古墳が分布していた。この丘陵はゴルフ場造成のため大きく地形が変わり、併せて多くの古墳が消滅した。1960年（昭和35年）に第3支群の弁天塚古墳が、翌年には第5支群の秋葉塚古墳と第8支群の長塚古墳が調査されている。

## 主な古墳
- 雷電山古墳
三千塚古墳群の盟主墳とされる全長85メートルの帆立貝形古墳。墳丘から埼玉県最古の埴輪が出土した。
- 弁天塚古墳
第3支群2号墳と編号されている古墳で、第3支群の主墳と考えられる。前方部を北西に向けた墳頂40メートルの前方後円墳である。主体部は竪穴式石室が想定されている。墳丘から土師器、円筒埴輪、人物埴輪が出土。6世紀後半の築造と考えられる。
- 秋葉山古墳
秋葉塚とも。雷電山古墳に最も接近して築造された、第5支群の主墳と考えられる墳長44.5メートルの前方後円墳で、1号古墳と編号されている。後円部に全長7メートルの片袖型横穴式石室、前方部に全長1.7メートルの竪穴式石室（石槨）が構築されている。横穴式石室からは鐔2が出土した。埴輪が見つかっていないことから、6世紀末の築造と考えられる。
- 長塚古墳
自然地形を利用して築造された前方後円墳で、1号古墳と編号されている。墳丘長35メートル、後円部径24メートル、前方部長11メートル、前方部幅11メートル。後円部に全長5.7メートルの右片袖型横穴式石室、前方部に全長2.3メートルと推定される竪穴式石室が構築されている。どちらも盗掘を受け、副葬品は横穴式石室から銀環2が出土したのみである。築造時期は6世紀後半、秋葉塚より若干古いと考えられる。

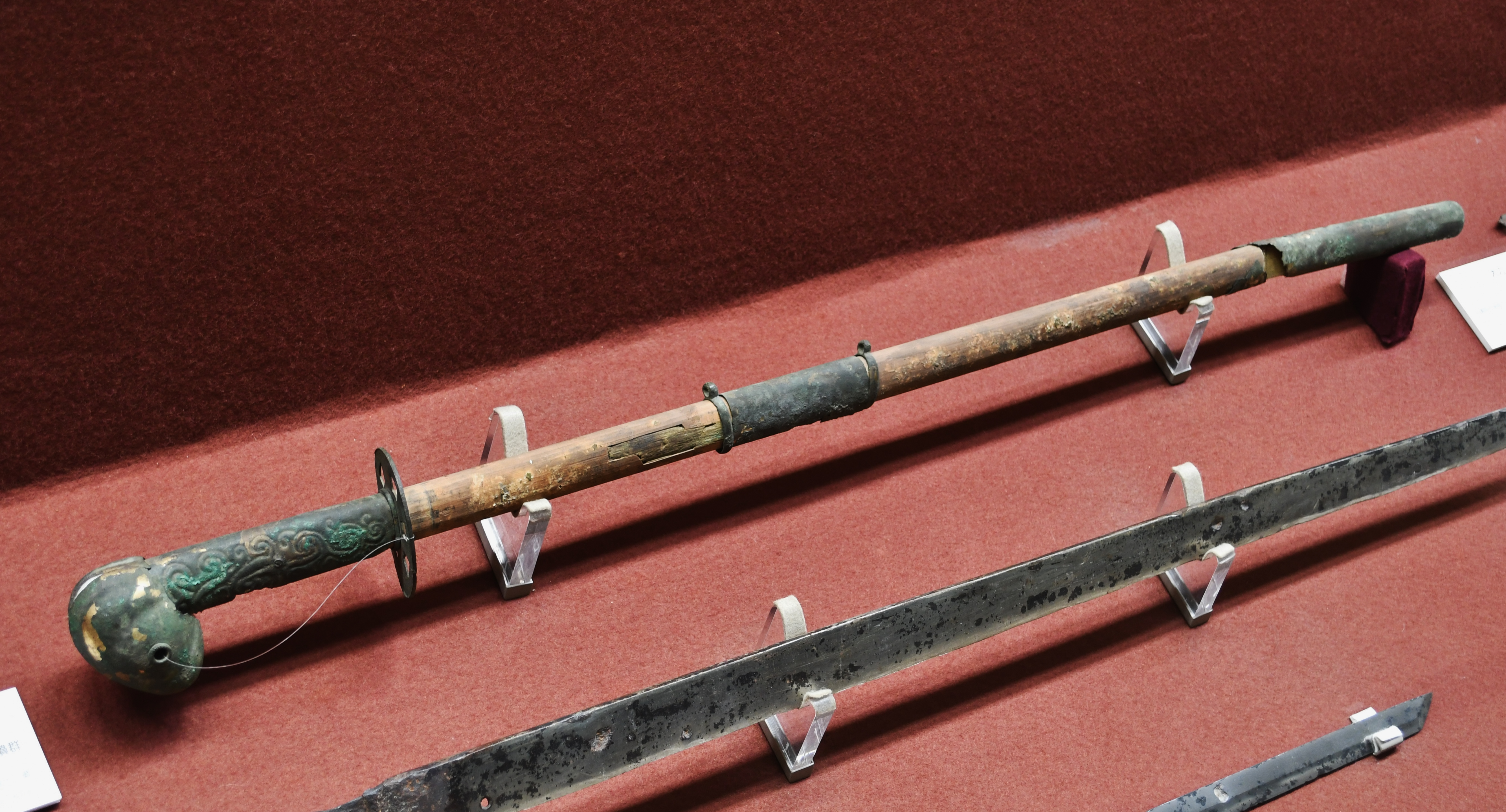
三千塚古墳群出土 頭椎大刀 埼玉県立歴史と民俗の博物館展示。
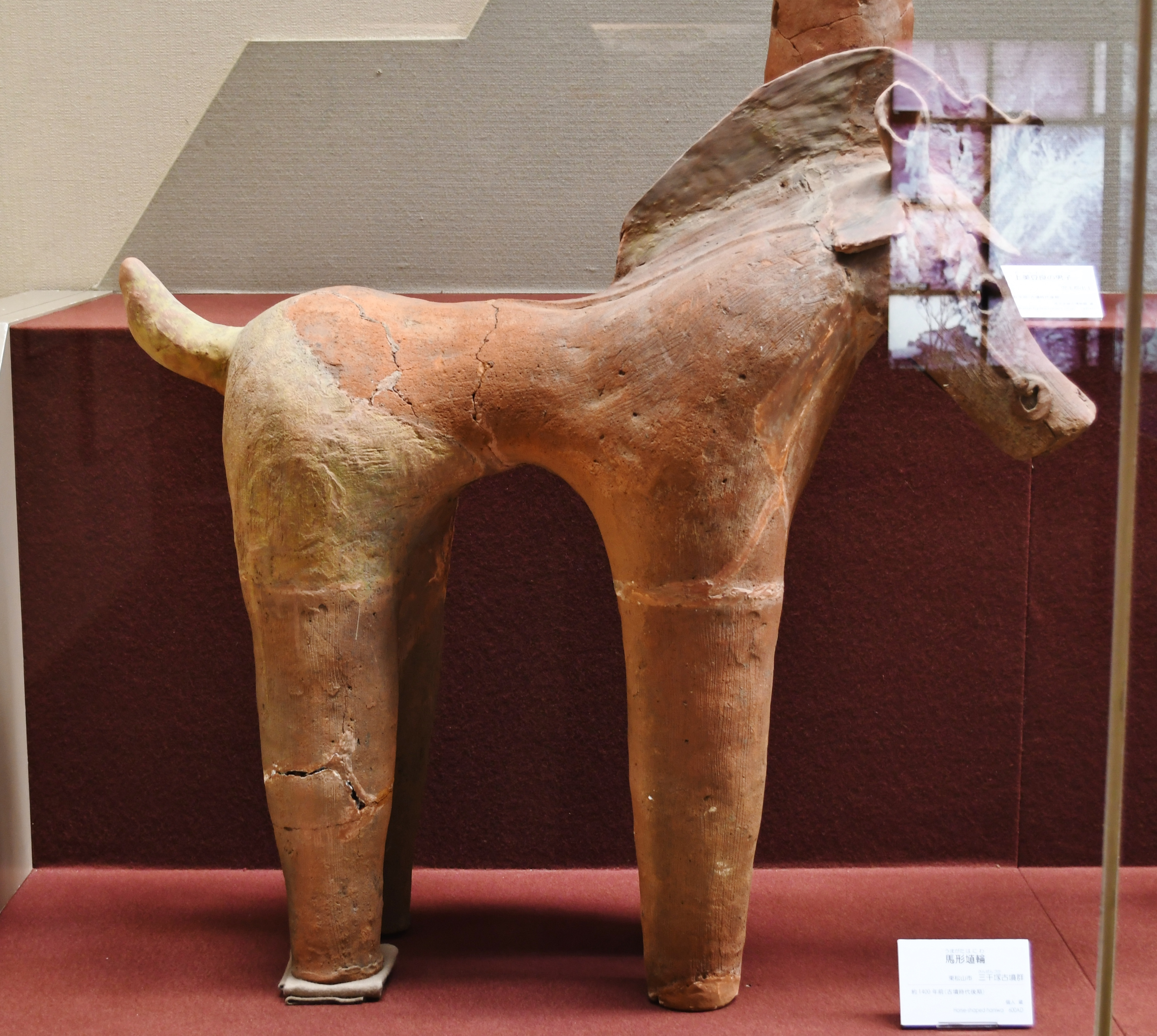
三千塚古墳群出土 馬形埴輪 埼玉県立歴史と民俗の博物館展示。